# Buk pod penzionem
Buk pod penzionem je památný strom u vsi Suchý Kámen, jihozápadně od Nýrska  v okrese Klatovy (Plzeňský kraj). Buk lesní (Fagus sylvatica) roste nad cestou na Starou Lhotu. Obvod jeho kmene měří 291 cm a koruna stromu dosahuje do výšky 33 m (měření 2003). Buk je chráněn od roku 1995 pro svůj vzrůst.

## Stromy v okolí
- Buk nad fořtovnou
- Hraniční buk
- Buk na Suchém Kameni
- Smrk na Suchém Kameni